# Primož Simonič
Primož Simonič, slovenski agronom, * 3. junij 1893, Plužnje, † 18. september 1975, Škofja Loka.

## Življenje in delo
Primožič je obiskoval gimnazijo v Kranju (1904–1912) in kmetijsko visoko šolo na Dunaju s prekinitvijo med prvo svetovno vojno ter 1920 diplomiral. Leta 1926 je opravil na agronomski fakakulteti v Zagrebu izpit za pouk na srednjih kmetijskih šolah. Služboval je od 1920 kot praktikant, od 1922 kot upravitelj veleposestva pri kriškem gradu pri Kamniku, nakar je v letih 1924–1929 poučeval na kmetijski šoli v Šentjurju ter od 1929–1936 na vinarski in sadjarski šoli v Mariboru. Od 1936–1945 je bil glavni referent za poljedelstvo pri Kmetijskem oddelku banske uprave v Ljubljani, od 1945–1947 je upravljal državno posestvo Selo pri Šentvidu pri Stični|, ter od 1947 do upokojitve 1952 pa je vodil laboratorij za kontrolo semen pri Kmetijskem raziskovalnem in kontrolnem zavodu v Ljubljani.
Simonič je mnogo predaval na raznih tečajih, ki sta jih prirejali banska uprava, po 1945 pa Ministrstvo za kmetijstvo LRS. Kot pisec strokovnih člankov je objavljal v raznih listih in strokovnih revija. Zlasti v letih 1930–1941 je dajal smernice v poljedelskih vprašanjih. Leta 1938 je za kmetijsko anketo banske uprave izdelal referat Žitarstvo. Izdal je 4 knjige, samostojno Splošno poljedelstvo (1931), Kmetijsko knjigovodstvo (1932) in Okopavine (1946), v soavtorstvu z V. Repanškim in F. Janežičem pa Za boljši pridelek (1952). 